# 美國歷史 (1991年—2008年)
1991年至2016年間的美國歷史（英語：history of the United States from 1991 to 2016）始於蘇聯垮台之際，當時標誌著冷戰的結束，並使美國成為世上無可匹敵的超級大國。美國對中東的軍事干涉更是處在領頭羊的地位：伊拉克在波斯灣戰爭中入侵科威特，隨後美軍為首的聯合國部隊介入戰事並將伊軍逐出。國內方面，民主黨候選人比爾·柯林頓贏得1992年美國總統選舉，率黨重返白宮執政。兩年後共和黨在1994年中期選舉勝出，重奪40年來未能掌握的眾議院。起先柯林頓總統與共和黨掌握的眾議院發生衝突，導致聯邦政府在發生預算危機後停擺。但後來雙方還是合力通過《社福改革法案》、《兒童醫療保險計畫》及《平衡預算》等議案。1998年柯林頓被爆出陸文斯基醜聞，眾議院因而對他提出彈劾案，但後來彈劾案被參議院判為無罪。經濟方面，1990年代美國因對高科技產業高度關注而蓬勃發展，直到網際網路泡沫破滅造成那斯達克崩盤以及隨之而來的經濟衰退，從而終結了原先持續的經濟成長。
2000年總統大選中，共和黨候選人喬治·沃克·布希以美國史上前幾接近的結果贏下。布希執政初期批准了教育改革法案及全面減稅法案，以期能刺激經濟成長。2001年美國發生九一一事件，隨後展開全球反恐戰爭，並於同年發起阿富汗戰爭。2003年美國入侵伊拉克，推翻了有爭議的海珊政權，但美軍也因此捲入十餘年的戰爭泥淖。這段時間美國也成立國土安全部，同時通過具爭議的美國愛國者法案，以加強國內打擊恐怖主義的力道。2006年，美國民眾對政府越發不滿，包括政府對於颶風卡翠娜（於前一年侵襲美國墨西哥灣沿岸地區）災後處理不當、政治醜聞以及日漸不受歡迎的伊拉克戰爭等事件，使得民主黨最終得以重掌眾議院。同年稍晚，薩達姆·海珊因戰爭罪行及反人道罪受審，並被判處執行絞刑。2007年，布希總統下令增兵伊拉克，最終減少了部隊傷亡數。

## 全球化與新經濟體制
比爾·柯林頓執政期間，美國的政治議題主要都著重在國內方面。雖然美國經濟曾於1990年代初期一度衰退，但在1994年後又開始復甦，並借助科技蓬勃發展而迅速成長起來。網際網路及相關科技首度廣泛伸入經濟領域，引發華爾街科技驅動的經濟泡沫成長，時任聯邦準備系統主席艾倫·葛林斯潘更於1996年將其視為「非理性繁榮」。到了1998年，美國經濟仍持續成長，失業率更降到5%以下。
1991年蘇聯解體後，美國成為世上主宰的軍事力量，而經濟方面被視為最大勁敵的日本當時則是身陷停滯期，中國則是在越來越多的領域上成為美國最重要的貿易對手。區域衝突促使柯林頓總統派遣美軍，前往海地及巴爾幹等地進行維和行動，再次引發冷戰時期以來有關美軍介入他國事務的角色爭議。海外伊斯蘭激進分子更是大聲叫囂要攻擊持續出入中東的美國，1993年時甚至以卡車炸彈首度恐攻世貿中心，並在對美國海外資產發起傷亡襲擊。
1990年代，主要來自拉丁裔及亞裔的移民數量急速成長，奠定美國未來數十年人口變化的基礎，像是西裔人口將超越非裔美國人成為最大的少數族群。儘管美國在九一一事件後收緊了邊境管制，2000年至2005年間還是有近八百萬人移民美國，比歷史上任一個五年都還要多，但這當中有近一半的人是非法移民。

### 網際網路泡沫

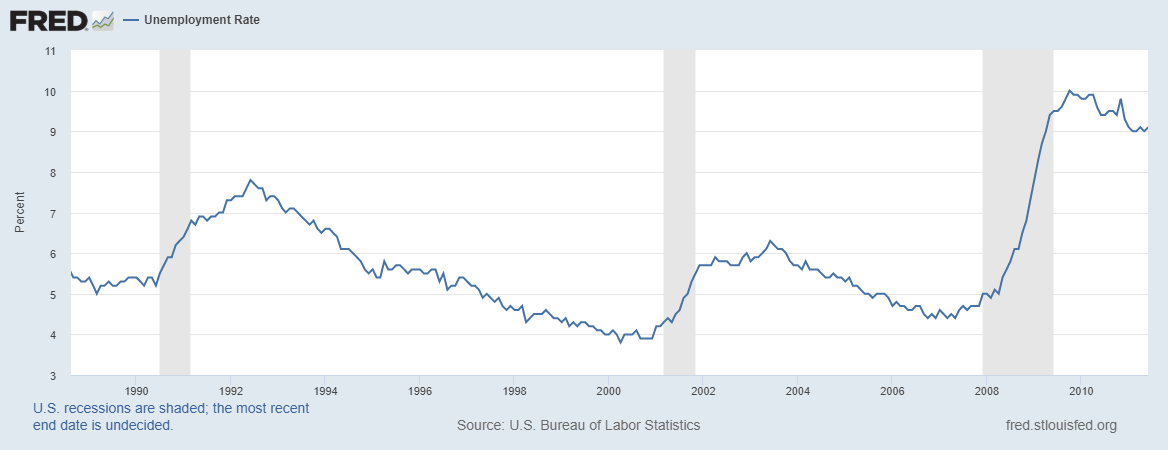
1988年至2011年間的美國失業率

2000年初至2001年間，網際網路泡沫宣告破滅。市場對於網路股的高度期待促使了主要指數大幅上漲，然而由於未能實現網路新世界的崇高理想，數十家新創網路公司因此宣告失敗。2000年3月10日，那斯達克綜合指數來到5,048.62點的高峰，比前一年還要多出一倍以上。同年3月13日經濟開始衰退，隨著投資者、資金及機構各自自食其力清算，引發市場拋售的連鎖反應。短短六天之內，那斯達克綜合指數重挫九個百分點，3月15日更以4,580點作收。到了2001年，泡沫正全速破滅。大部分的dot-com公司在耗盡創投資金後便宣告失敗，很多公司甚至未曾獲利過。
2002年，GDP成長率回升至2.8%，但該年上半有個短期問題，便是股市暴跌，其一是數間大公司的會計醜聞曝光；另一則是失業率的增長趨勢亦為經濟大蕭條以來最長。2003年，美國開始從九一一事件後的經濟蕭條中復甦，但7%GDP成長率的市場穩健度與超過6%的失業率，讓部分經濟學家與政治人物將其視為「失業復甦」。儘管如此，經濟成長還是持續到2008年初，失業率也降至 5%以下。

## 各地衝突

### 波斯灣戰爭

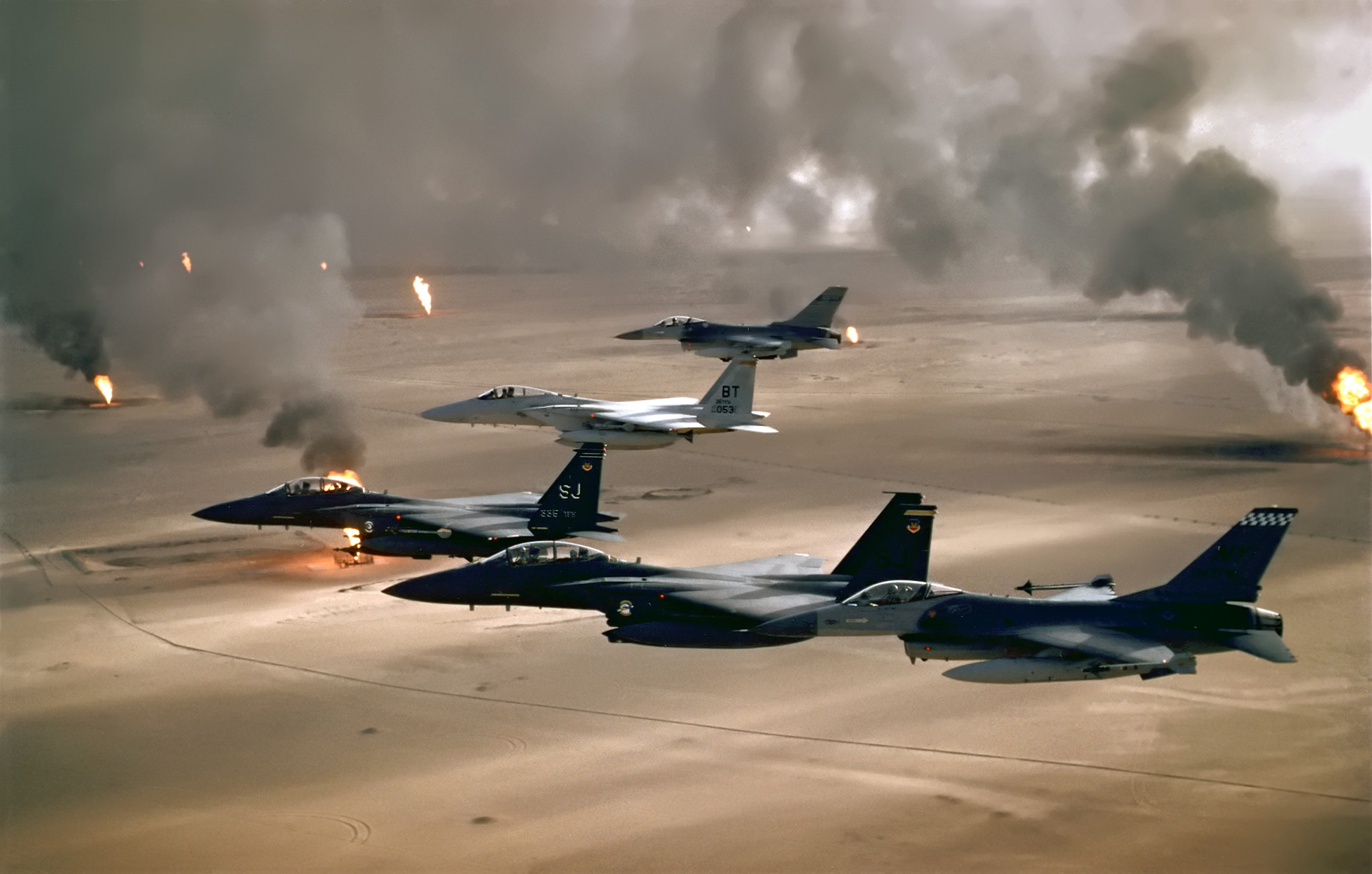
波斯灣戰爭期間，美國軍機飛越科威特領空，當時伊拉克軍隊正在撤退

1930年代開始，工業化世界對石油的依賴可說是日益嚴重；而對美國來說，經歷1973年及1979年兩次石油危機後，握有大多數石油產量的中東諸國便成了著眼之地。雖然在1980年代時，實際油價回復到1973年前的水平，意外給予北美、西歐和日本等石油消費大國收穫，但中東主要產油國的巨額儲備依然使該地區具有重要的戰略意義。然而直至1990年代初，石油政治仍被證明與1970年代初期一樣危險。
中東的衝突引發了另一場國際危機：1990年8月2日，伊拉克揮師入侵鄰國科威特，意圖予以併吞。美國諸多官員都擔心薩達姆·海珊和美國盟友沙烏地阿拉伯間正處於衝突邊緣，而後者自1940年代以來就是華盛頓當局堅定的盟友。聯合國譴責伊拉克的入侵行動，並稱其是侵略行為；布希總統將海珊比做希特勒，並宣稱美國與國際社會對此若不採取行動，將會助長世界各地的侵略意圖。聯合國安全理事會對伊拉克下達最後通牒，要求後者限期離境科威特，但遭薩達姆·海珊無視，於是安理會授權採取軍事回應。1991年1月，以美軍為首的多國部隊發動沙漠風暴行動，戰爭正式打響。而到了二月底伊拉克撤出科威特之時，他們已經折損約莫兩萬人，部分來源甚至指出伊軍傷亡高達十萬人。

### 索馬利亞、波士尼亞、科索沃及中東等地的衝突

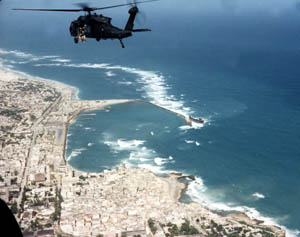
摩加迪休之戰期間，一架美軍直升機正飛越索馬利亞海岸

1992年12月，老布希總統派軍參與聯合國的重拾希望行動，與多國部隊一同協助因內戰、飢荒及軍閥亂政而陷入內亂的索馬利亞恢復秩序，並提供人道救援。但當地情勢到了1993年夏天已然惡化，同年6月24名巴基斯坦士兵被殺後，聯合國通過決議呼籲逮捕和審判應對襲擊負責的人士。比爾·柯林頓總統上任後，美軍對艾迪德的據點摩加迪休發起反擊，代號哥特之蛇行動。10月，雙方爆發摩加迪休之戰，美軍戰死18人，負傷84人。進攻結束後，柯林頓下令美軍從該區撤離，最後一批部隊於1995年離境，同時開除未能派遣足夠部隊的國防部長萊斯·阿斯平。
1990年代中期，美國因北約緣故捲入波士尼亞戰爭，其中最著名的要屬1995年的轟炸行動，該行動後促使雙方在同年年底簽訂《岱頓協定》，從而結束戰爭。1998年初，南斯拉夫聯邦共和國國軍與民兵組織科索沃解放軍爆發戰爭，讓該區域再次陷入暴力動亂。1999年，北約轟炸南斯拉夫，造成數以百計的南軍及人民死亡，南斯拉夫因此撤出科索沃，後者成為獨立國家。
由於薩達姆·海珊違反多項聯合國大會決議（包含鎮壓庫德族及驅逐聯合國武器觀察員等），柯林頓總統於1996年及1998年先後發動沙漠襲擊行動和沙漠狐狸行動轟炸伊拉克以做回應。其中1998年的行動，更是意圖破壞伊拉克政府的穩定並削弱海珊的權勢。柯林頓還簽署《伊拉克解放法案》以向伊拉克反對派提供資助，期望能藉此推翻海珊政權建立民主政府。
綜觀整個1990年代，美國還在以巴衝突的和平進程中扮演積極角色。1993年，柯林頓總統、以色列總理伊扎克·拉賓及巴勒斯坦總理亞西爾·阿拉法特三人在奧斯陸會晤後簽署協議，協議內容規定將逐步歸還巴勒斯坦地區給巴勒斯坦人民以謀求和平。然而好景不常，兩年後拉賓遇刺，而2000年舉行的大衛營峰會也未能達成新協議。

### 伊斯蘭早期恐怖攻擊
1990年代也發生了一系列與伊斯蘭恐怖分子相關的暴力襲擊事件，這當中也包括賓拉登組建的蓋達組織。1993年2月26日，一輛卡車在紐約市的世界貿易中心發生爆炸，造成6名公民喪生，並有919名公民、88名消防員及35名警員受傷。恐怖分子原預期能摧毀北塔地基，使其傾倒撞向南塔，從而摧毀兩塔並造成數千人喪生。但事情並未如他們所料，炸彈僅對北塔低樓層造成巨大破壞。1994年，四人遭指控發動炸彈襲擊；1997年，卡車司機與主謀拉米茲·尤塞夫也遭起訴。
1996年6月25日，漢志之神的成員以炸彈襲擊了寇巴爾塔（該塔是位於沙烏地阿拉伯寇巴爾的複合體，供美國空軍成員居住），是次爆炸案造成19名美軍飛行員喪生，並計有300多人受傷。
1998年8月7日，蓋達組織同時襲擊美國駐肯亞及駐坦桑尼亞的大使館，造成224人喪生，其中12人為美國人。美國因此對位於阿富汗的恐怖份子訓練營發動導彈攻擊，但未能摧毀廣大的蓋達組織網。
2000年10月12日，蓋達民兵對葉門海岸外的美國軍艦科爾號發起自殺式襲擊，造成美軍17名水手喪生，船體嚴重毀損。

### 九一一事件

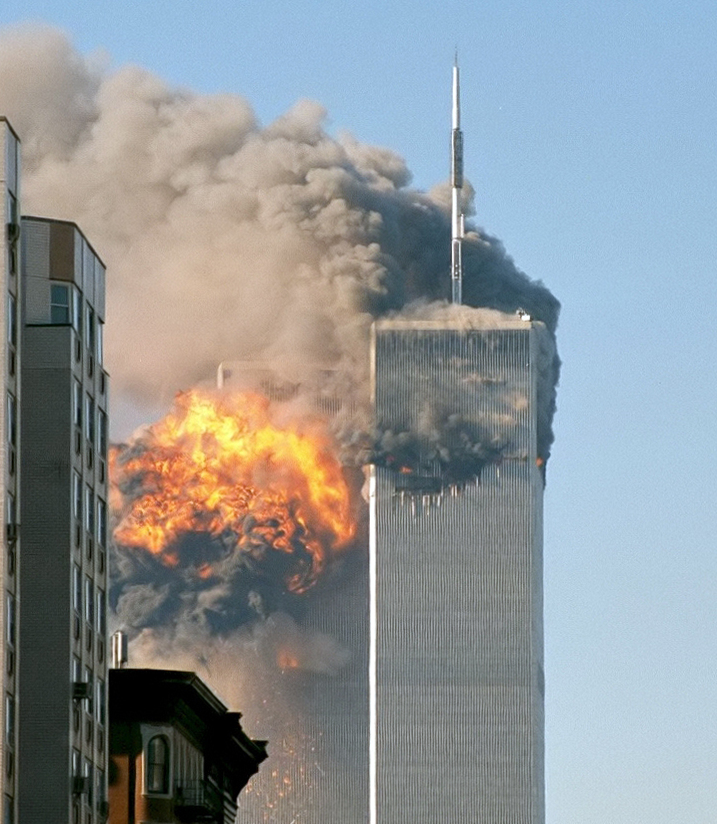
世界貿易中心南塔遭受來自南面的飛機恐攻後，其東北面的情形

2001年9月11日早上，19名來自蓋達組織的恐怖份子各自脅持了四架民航機。上午8點46分，第一架遭劫持的美國航空11號班機撞向了紐約市世界貿易中心的北塔；接著聯合航空175號班機於上午9點03分撞向南塔，導致這兩座110層高的大樓相繼崩塌，世界貿易中心因此被毀。第三架被劫飛機美國航空77號班機撞入位於維吉尼亞州阿靈頓郡的美國國防部總部五角大廈，摧毀了西南外牆的一部份。第四架被劫飛機是聯合航空93號班機，但機上乘客們發現所乘客機即將被當作飛向華盛頓特區的自殺飛彈時，他們便試圖奪回飛機的控制權。 然而他們從劫機者搶回控制權後不久，該班機仍然墜毀在賓州尚克斯維爾附近的農村。本次事件總共造成2,996人喪生，其中包含2,507名平民、343名消防員、72名執法警官、55名軍人及19名恐怖分子。九一一事件是自1941年12月7日的珍珠港事變以來，外國勢力首次對美國領土造成重大傷亡的襲擊，也是史上傷亡最慘重的國際恐攻事件。九一一事件的發生讓美國重新關注長期的反恐戰爭，並開始向蓋達組織及之前者的阿富汗神學士政權予以打擊。

### 阿富汗戰爭

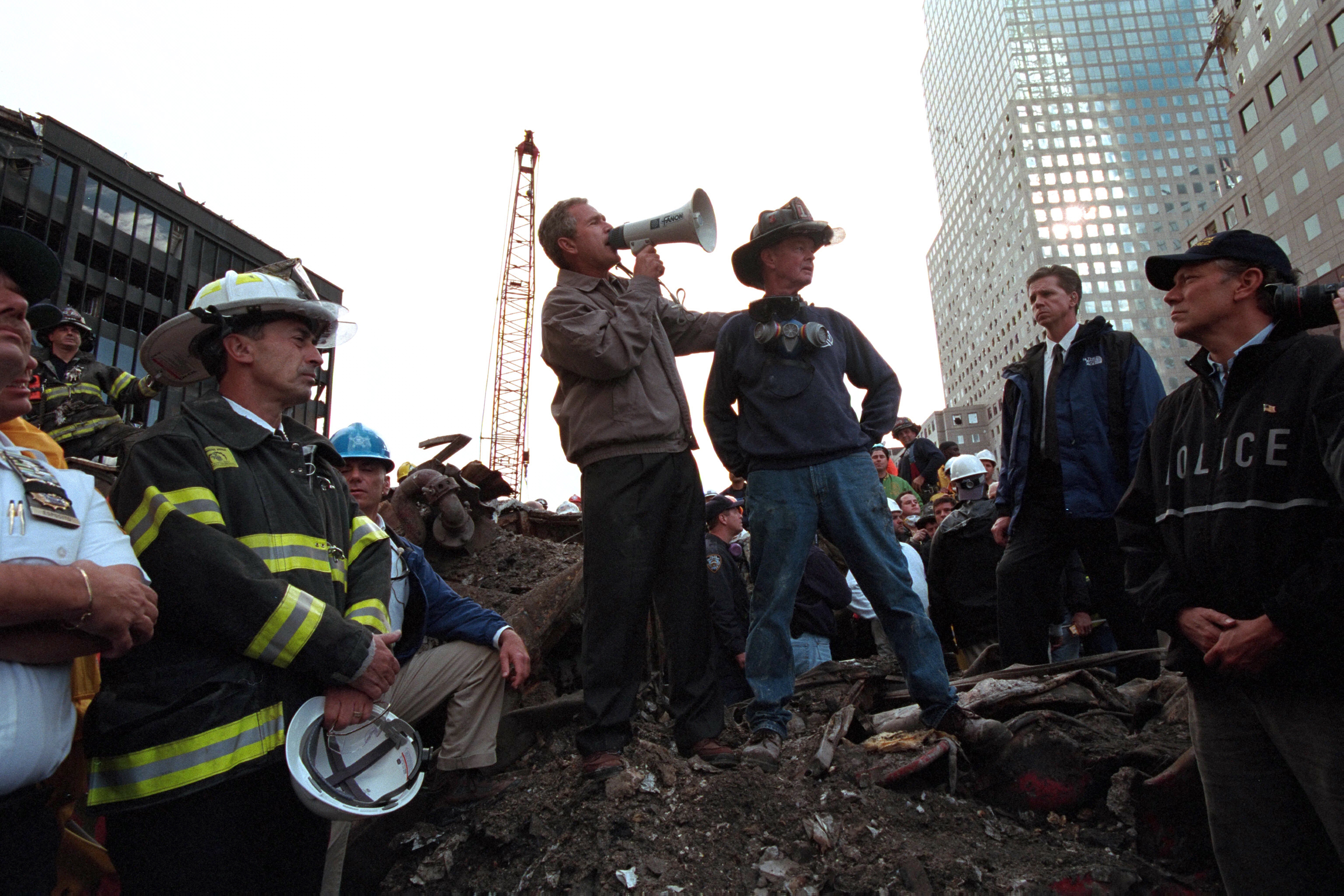
九一一事件後，美國總統小布希在紐約原爆點向救援團隊們發表演說：「我能聽見你們，全世界也能聽見你們，而且這起事件的罪魁禍首不久也將能聽見你們（"I can hear you. The rest of the world hears you. And the people who knocked these buildings down will hear all of us soon."）」

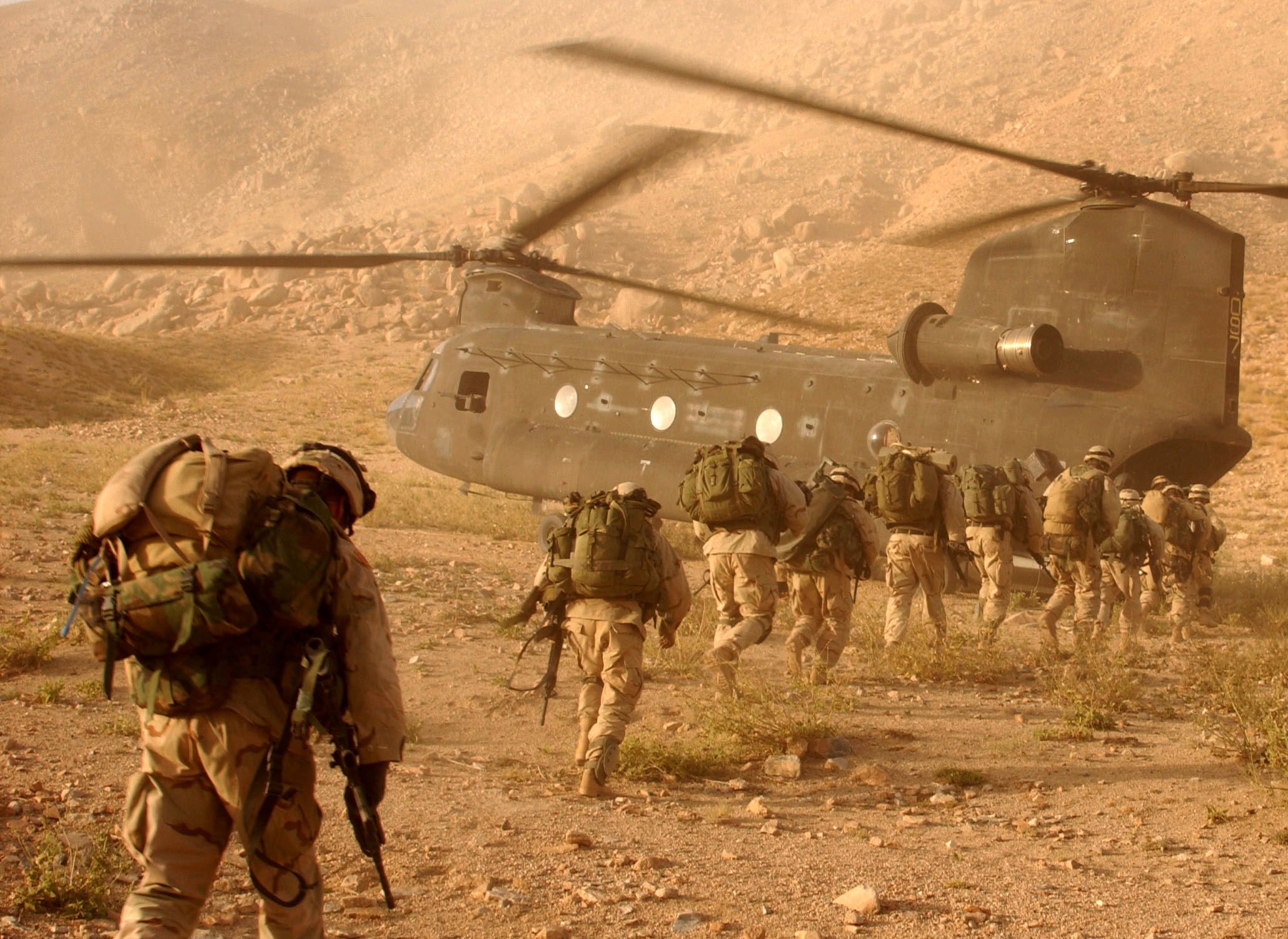
在阿富汗的美國大兵，攝於2003年

九一一事件後，美國國會通過了《反恐軍隊運用授權法案》，授予總統「有關2001年9月11日所發生之恐攻，對認為曾計劃、授權、實施或協助其中的國家、組織或個人採取一切必要和適當的武裝反擊」。該法案讓小布希總統於同年揮師入侵阿富汗，成為全球反恐戰爭的一部份。美國以代號持久自由行動發動入侵，目標推翻阿富汗的塔利班伊斯蘭基本教義派政權，並擒拿賓拉登在內的諸蓋達組織高層。以美軍為首的北約聯軍於2001年10月7日正式入侵阿富汗，不久便推翻塔利班政權，哈米德·卡爾扎伊就任阿富汗臨時總統。2002年初，美軍接連取得托拉波拉戰役及森蚺行動的勝利後，便開始著眼對伊拉克的軍事干涉，將原先投入到阿富汗的反恐軍事及情報資源撤出。而美國國防部長唐納德·倫斯斐也於2003年5月宣布，阿富汗的「主要戰鬥」已經結束。支爾格大會批准新憲法後，阿富汗於2004年舉行總統大選，最終由臨時總統卡爾扎伊當選。隔年，阿富汗舉行三十年來首次的議會選舉。
2006年5月之時，美軍共有兩萬兩千人部署在阿富汗。隨後美軍加入國際安全援助部隊並領導發動山脈猛推行動，其目的是為了掃蕩南阿富汗地區的塔利班叛亂，兩個月的行動中共有超過1,000名叛軍及150名國際安全援助部隊陣亡，係自2001年開戰以來最血腥的一段期間。2006年10月，隨著國際安全援助部隊全面接管阿富汗的安全部隊，美國在2006年里加峰會上看到歐洲盟國對這場戰爭越來越持懷疑態度。2008年8月，美軍在赫拉特省空襲阿濟茲巴德造成91名平民死亡，包括60名小孩及15名婦女，美阿關係開始加劇。這次空襲引發阿富汗人民對「附帶損害」的抗議，而且2008年平民喪生數比前一年還多了四成。

### 伊拉克戰爭

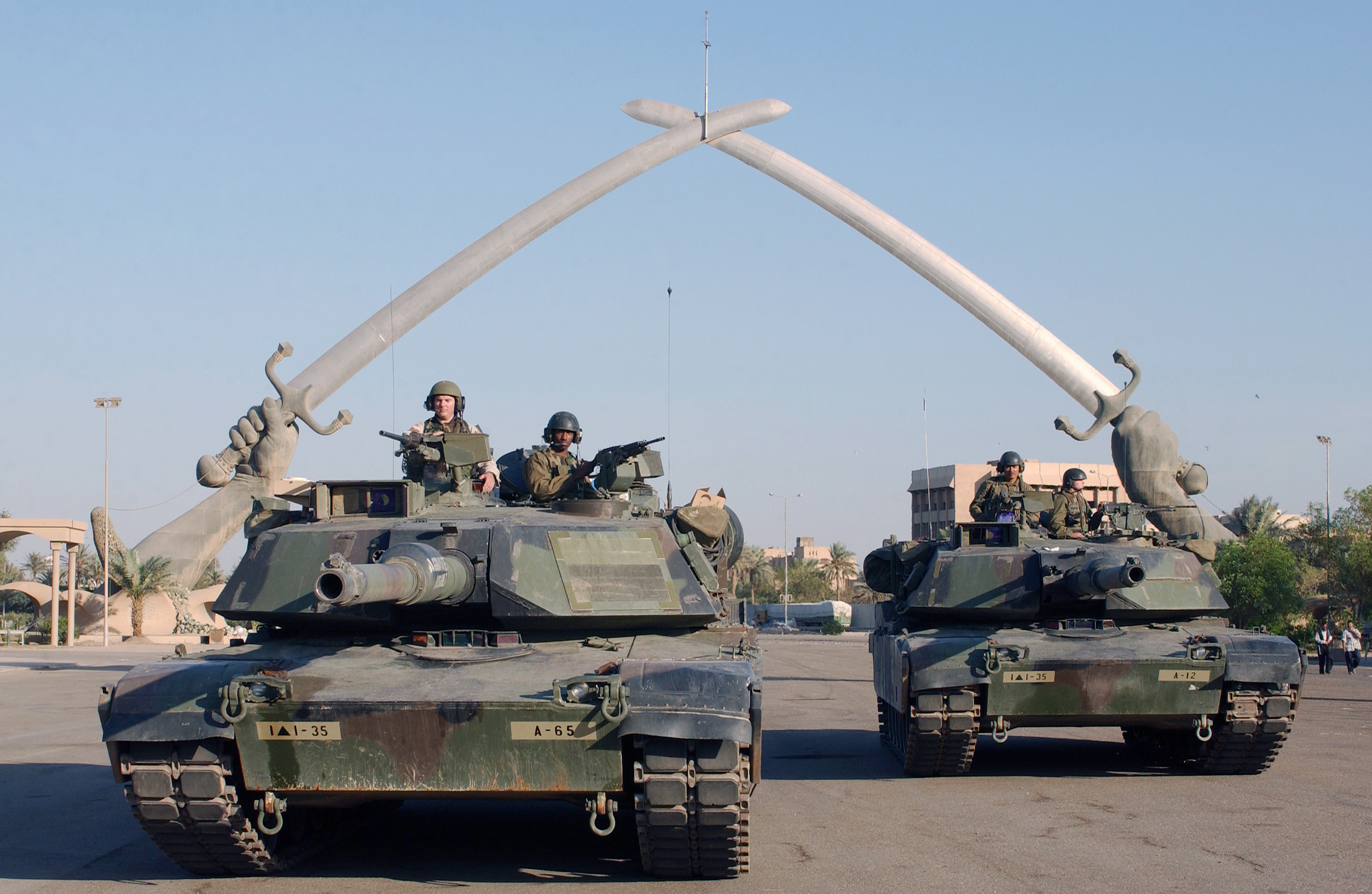
美國陸軍M1A1艾布蘭坦克在伊拉克巴格達典禮廣場的「勝利之手」下合影留念。

2002年1月，小布希總統於國情咨文中將伊朗、伊拉克及北韓稱為「邪惡軸心」。隨後布希政府開始公開指控伊拉克違反1991年聯合國停火協議、支援恐怖份子及開始製造大規模殺傷性武器，於是便揮師入侵伊拉克。然而多數史學家認為，事後證明最後一個指控並不正確，而前兩者則非常可疑。
美國部分重要盟友（包含印、日、土、紐、法、德、加等國）並不相信小布希總統的指控，認為其提出之證據並不足以說明需要對伊拉克發動全面入侵，而且阿富汗依然需要各國的軍隊部署。聯合國安理會也並未批准式次入侵，因此入侵伊拉克的部隊中絕大多數都是美軍。2003年3月20日，美國率領主要由英、澳、波、西、義等國組成的聯軍入侵伊拉克。

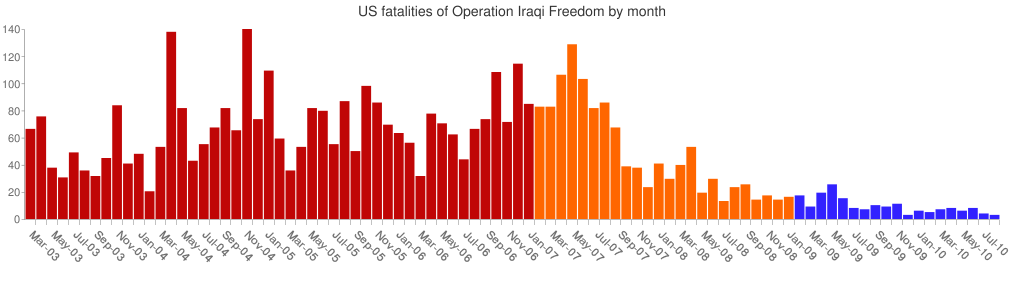
伊拉克戰爭中美軍陣亡數長條圖，橘色月份代表2007年增兵伊拉克，而藍色月分則代表歐巴馬政府時期，而本圖僅包含2010年7月以前的數據

經過六周的作戰後，入侵的聯軍已經掌控多個關鍵地區；海珊從他的皇宮中逃離，政權也隨之垮台；5月1日，小布希總統在簽署《任務完成》的指令後，正式宣布地面的主要行動均已完結。薩達姆·海珊兩個兒子庫賽和烏代也在戰鬥中被美軍擊斃，而海珊本人亦於2003年12月被俘，隨後便被拘留。儘管如此，伊拉克動亂依舊蔓延加劇，甚至持續到2004年美國總統選舉之後。
隨著傷亡數增加，加上入侵與重建伊拉克的估計成本超過了兩千億美元，美國支持打這場仗的比例比起宣布主要行動結束時少了三分之一。當時的民意調查顯示，國際上對美國的不滿來到歷史新高：大多數歐洲人認為美國過於強大且主要是為了自身利益，而在以穆斯林為主的國家中，絕大多數人認為美國對於伊斯蘭教抱持傲慢、好戰或仇恨的態度。

## 美國本土恐怖攻擊

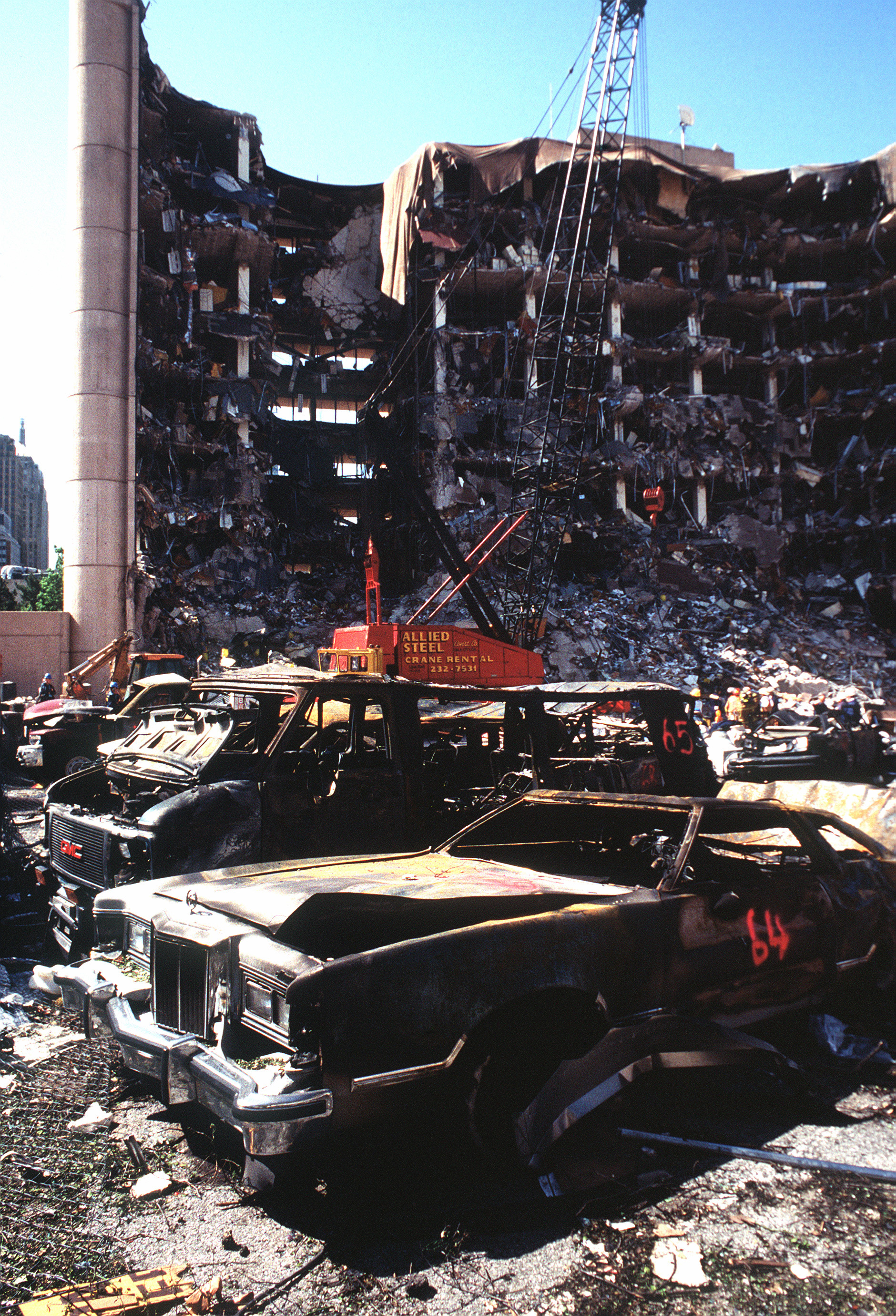
奧克拉荷馬市爆炸案後的情景

1990及2000年代美國也有數起本土恐怖分子發動的恐攻事件，通常起因於對聯邦政府、大企業或其他美國社會議題的不滿。
1970及1980年代時，有名被媒體稱為「大學航空炸彈客」（Unabomber）的恐怖份子曾持續將郵包炸彈寄送到大學和航空公司。沉寂一段時間後，大學航空炸彈客又於1993年開始認真投遞郵包炸彈，並於1990年代中造成兩人喪生。聯邦調查局在此期間進行詳盡又昂貴的調查，加上國內媒體對此事濃厚的興趣下，終於辨認並逮捕兇嫌泰德·卡辛斯基，後來卡辛斯基被判處終身監禁。
1995年4月19日，位於奧克拉荷馬州奧克拉荷馬市的艾爾弗雷德·P·默拉聯邦大樓遭到汽車炸彈的攻擊，造成168人喪生、超過600人受傷。該爆炸案為美國史上最嚴重的本土恐怖攻擊事件，還促成美國聯邦建築保全的徹底改革。本爆炸案的兇嫌是蒂莫西·麥克維，他除了是反政府極端分子外，還以韋科慘案及紅寶石山脊等事件作為其報復聯邦政府的理據。雖然麥克維希望是針對ATF及DEA等參與韋科慘案的聯邦單位，但爆炸案還是造成許多無辜民眾喪生，當中也有19名孩童。麥克維於2001年行刑，其同夥泰瑞·尼古拉斯則被判處終身監禁。
1996年7月，第二十六屆夏季奧林匹克運動會舉行期間，亞特蘭大奧林匹克公園發生爆炸案，造成兩人喪生及百餘人受傷。隨後，兩家墮胎診所及一處女同夜店也發生類似的爆炸案。2003年，這幾起爆炸案的嫌犯埃里克·羅伯特·魯道夫落網，並因犯下的罪行於2005年被判處五個死刑。
2001年，九一一事件發生後僅數天，數封帶有炭疽病的信件被寄送給多人，當中還包括著名的新聞界人士與政府官員。這些信件一共造成五人喪生，17人感染。最初這起生物恐怖攻擊被認為是國際恐怖組織蓋達所為，但到了2008年，真正的嫌犯被發現是名為布魯斯·愛德華茲·伊文斯的馬里蘭科學家，但他在被起訴前就已自殺。

## 犯罪與暴力
美國的犯罪氾濫始於1960年代晚期，並於1990年代初期來高峰，直到柯林頓執政期間才開始逐步下降。儘管如此，持續的大麻與古柯鹼販賣與成癮，仍然是美國主要的犯罪因素。大型犯罪整體比率在此期間係下降趨勢。2009年，FBI估計全國共約發生131.8萬起暴力犯罪事件，與前幾年相比有所下降，1991年時這個數字是191.2萬起，2000年時則是142.5萬起。換算成百分比來看，全美暴力犯罪率下降了43%。當時人認為犯罪率的下降要歸功於更嚴格的司法量刑、《三振出局法》的施行以及霹靂古柯鹼熱的終結。但這些解釋多數在後續的統計評估中都遭排除，更可能的因素被認為是全美更加繁榮、降低的酒精消費、特定世代文化影響、保全科技的改善以及四乙基鉛的減少等，這些因素可能對犯罪率下降影響更大，雖然公共政策的對話開始對幾十年來的監禁政策感到遺憾。
美國在1990年代及2000年代發生多起針對女同性戀、男同性戀、雙性戀及跨性別嚴重的公開襲擊案，其中最知名的要屬1998年發生於懷俄明州的馬修·謝巴德謀殺案，當時他被兩名年輕男子綁架折磨後慘遭殺害。2009年，國會通過《馬修·謝巴德法案》，本仇恨罪法對象擴及至女性、身心障礙、男同、女同、雙性戀及跨性別。
1990年代晚期及2000年代間一系列校園槍擊案震驚全美，最著名的乃發生於1999年的科倫拜校園事件，該案造成15人喪生，當中還包括兩名兇嫌埃里克·哈里斯和迪倫·克萊伯德。哈里斯和克萊伯德的行為後續影響了許多濫殺犯。其他校園槍擊案還包括1998年西側中學校園槍擊案、2005年紅湖高中校園槍擊案、2006年阿米什校園槍擊案、2007年維吉尼亞理工大學校園槍擊案及2008年北伊利諾大學校園槍擊案。這些校園槍擊案使全美對槍支政策及傳媒暴力的辯論越發激烈，同時也越來越關注心理健康、校園安全及反霸凌等議題。
2002年10月，美國首都地區發生狙擊手攻擊事件，兩名持槍人員對平民和聯邦員工發起一系列狙擊攻擊達一月之久。這兩名狙擊手共造成10人喪生及3人受傷，但最終都遭逮捕與判刑。
2000年代期間全美曾發生一系列的兒童綁架事件，包括丹妮爾·范·丹姆（2002年）、薩曼莎·倫尼翁（2002年）、伊莉莎白·史馬特（2002年）、卡莉·布鲁西雅（2004年）及潔西卡·倫斯福德（2005年）等。這些綁架事件引美國大眾嚴重抗議，並要求對性犯罪者制定更嚴格的法律，當最著名的便是潔西卡法案。
1992年，洛杉磯陪審團宣判四名被控毆打羅德尼·金的四名警員獲判無罪釋放，隨後該市發生暴動。暴動最初發生在黑人及西裔聚居的洛杉磯中南部。整場暴動共造成55人喪生及超過兩千人受傷。發生了3,600起火災、1,000多座建築物遭摧毀，還發生大規模搶劫，韓裔美國人所擁有的企業更是被針對的大宗。這場暴動總計造成近十億美元的損失。

## 災害

### 自然災害
1992年8月24日，五級颶風安德魯在南佛羅里達地區登陸，摧毀邁阿密南郊諸鎮，包括霍姆斯特德、肯德爾及卡特勒里奇等地。兩天後，颶風再次登陸路易斯安那州人口稀疏區，雖仍有造成災害，但比佛羅里達州來的輕。颶風安德魯一共造成26人直接死亡，39人後續逝世，並造成260億美元的財物損失，成為當時史上代價最高的颶風。這場風暴以許多爭議而聞名，當包括聯邦的反應過於遲緩，這些爭議可能影響了小布希總統在國內問題上的形象，以及可能導致如此嚴重破壞的不良住房建設。 布什在國內問題上的形象，以及不良的住房建設可能所導致的嚴重破壞。

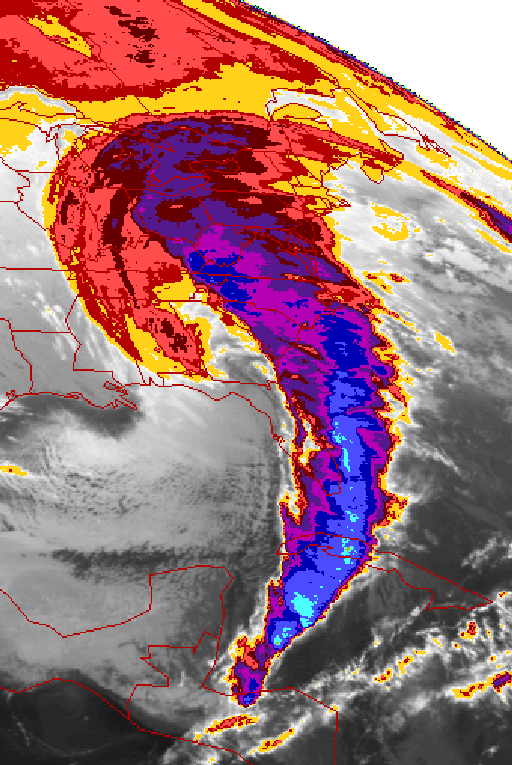
「世紀風暴」衛星圖

1993年3月，「世紀風暴」襲擊美國東岸沿海地區。這場風暴創下最低壓紀錄，並在佛州帶來颶風級暴風、風暴潮以及致命的龍捲風，美國東部多處降雪量高達2英尺（61）。這場風暴對美國南部的影響尤其嚴重，像阿拉巴馬州伯明翰這樣的地方降雪量達到1.5英尺（46），氣溫創歷史新低，這在當地是相當不尋常的情景。最終這場風暴造成300人喪生，並造成60億美元的損失。
美國1993年大洪水在當年春夏兩季重創了中西部，並蹂躪了密西西比河流域大部、密蘇里河河谷及其支流流域。許多小城鎮都遭摧毀，農業損失也相當慘重。一萬座房屋被毀、15 × 106英畝（61,000平方）大的農田遭淹沒、50人在洪水中喪生，並另造成150億美元的損失。
1994年1月17日清晨，洛杉磯聖費爾南多谷地區發生規模6.7的地震，後稱「北嶺地震」。這場地震帶走70條人命，並造成9,000受傷，其中多數喪生原因係建築物、停車塔或高速公路倒塌。由於震央位於市中心，導致其破壞力極大，經濟損失達200億美元。
1995年7月12日至16日間，芝加哥市遭受熱浪襲擊，並造成嚴重後果。發生熱浪的五天內，芝加哥市的最高溫度從90℉左右上升到100℉以上，酷熱指數甚至來到120℉。這場熱浪造成700多人喪生，當中有許多黑人、老人或窮人。這起熱浪引起人們對這些弱勢人群的更多關注、熱浪期間接觸他們的重要性以及熱島效應的概念，其中城市環境加劇提升了熱量和濕度。此外，電力中斷、缺乏足夠的警告和全面的準備導致情況更加惡化，可能是造成如此多人喪生的原因。
1996年1月，一場暴風雪襲擊美國東北部及中大西洋州份，多地落下36英寸（91）高的積雪，並造成華盛頓特區、巴爾的摩、費城、紐約市和波士頓等多個美國主要城市陷入癱瘓。這場暴風雪造成150人喪生，以及30億美元的經濟損失。
1999年5月3日，一場猛烈的龍捲風爆發並襲擊了以奧克拉荷馬為首的北美大平原南部。其中最具破壞力的是襲擊奧克拉荷馬市及郊區摩爾的F5級龍捲風，也是襲擊主要都會區的著名龍捲風例子之一，而且還成為第一個造成超過10億美元經濟損失的龍捲風。總體來說，這場爆發造成50人喪生及超過600人受傷。
2004年，佛羅里達州一個月內接連遭受查利、弗朗西絲、伊凡及珍妮四個颶風的侵襲，造成100名美國公民喪生及近500億美元的損害。在這四個颶風當中伊凡是美國境內最致命的颶風，而查利則是最具破壞力。

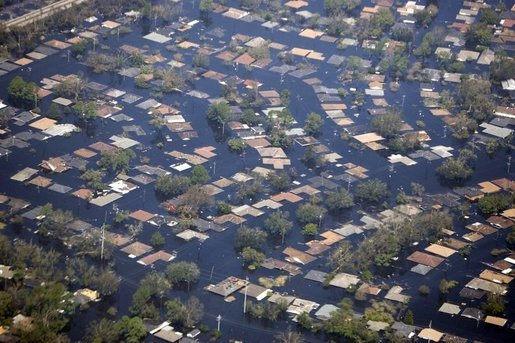
颶風卡崔娜造成的洪水

2005年是是有紀錄以來最活躍的大西洋颶風季：當年8月強烈的颶風卡崔娜襲擊墨西哥灣沿岸地區，破壞紐奧良的堤防並淹沒市內八成低窪地區。阿拉巴馬州西部的莫比爾到德州博蒙特間也發生了大面積的破壞和洪水，而密西西比州的海岸線受到的打擊尤其嚴重。颶風卡崔娜是自1928年歐基求碧颶風以來美國最嚴重的國內災害，至少造成1,800人喪生。墨西哥灣沿岸區域的港口設施、石油鑽井平台和煉油廠都遭到破壞，加劇了美國原先就居高不下的油價。許多紐奧良居民不是無法就是不願在颶風來臨前撤離，導致他們被困在水鄉澤國中數日。數以萬計的人們不得不需要美軍將他們從屋頂，或是公共建築中不衛生和危險的避難所救出。州政府與地方政府被要處理的是件數量所壓倒，導致他們與聯邦政府在面對災難時的反應，遭到議會與人民嚴厲批評，因為後者看到政府對於危險缺乏準備，而且也無法保護公眾安全。小布希總統承諾聯邦政府將為紐奧良與其他颶風受災區提供資金，其成本估計高達兩兆美元。卡崔娜颶風侵襲後僅一周，九月的颶風莉塔侵襲了德州與路易斯安那州邊境，造成美國史上最大的撤離行動，休士頓地區及路易斯安那州都有數百萬人逃離。颶風莉塔造成超過100人喪生，大多是撤離期間或暴風離去後的間接死亡。此外這場颶風也造成一百億美元左右的經濟損失。同年十月，颶風威瑪侵襲佛羅里達州，造成35人喪生及200億美元左右的經濟損失。這場颶風登陸前創下佛州最低氣壓的紀錄，成為有史以來最強烈的颶風。
2008年2月超級星期二當天，多州正在進行激烈的初選之際，一場毀滅的龍捲風在美國中南部爆發，並產生許多危險的夜間龍捲風，據回報統計其數量高達87個。田納西州、肯塔基州、阿肯色州及阿拉巴馬州等地合計超過60人喪生，並另有數以百計民眾受傷，經濟損失超過十億美元。這場龍捲風爆發是美國23年來最致命的爆發，讓人們重拾對夜間、冬天龍捲風的危險，以及對美國南方脆弱人民的關注。
經歷兩年的無嚴重颶風的秋季後，颶風古斯塔夫於2008年9月登陸路易斯安那州並造成一百八十億美元的損失，數周後颶風艾克侵襲德州並摧毀加爾維斯敦及休士頓，造成一百多人喪生及三百一十萬美元的損失，颶風艾克因而成為美國史上排名第三毀滅性的颶風，僅次於颶風卡崔娜和颶風安德魯。此外颶風艾克也造成油價飆升，來到一加侖4美元左右的高點。

### 其他災害
1990年代著名的空難包含：1996年7月17日發生在美國長島外海的環球航空800號班機空難（原定目的地是法國巴黎），造成230人罹難，起因乃油箱爆炸；1999年10月31日，埃及航空990號班機在麻州南塔克特島南方墜毀（原定目的地是埃及開羅），原因乃正駕駛刻意墜毀，造成217人喪生；2001年11月12日，美國航空587號班機空難在紐約皇后區墜毀（原定目的地是多明尼加共和國），起因乃機師過度使用方向舵，造成地面民眾在內共265人喪生，是美國史上傷亡第二多的空難。
2003年2月1日，哥倫比亞號太空梭在執行代號STS-107的第28次任務時，於重返大氣層的階段中與控制中心失去聯繫，並且在不久後被發現在德克薩斯州及路易斯安那州上空爆炸解體，機上7名太空人全數罹難。解體原因係一塊泡棉絕緣材料脫落並撞擊太空梭本體形成破洞，導致太空梭返回時大量熱氣滲入機體內部 。災難發生後，《美國太空梭計劃》暫時中止達29個月，因為NASA在此期間忙於調查事故原因並制定防範未來悲劇的計畫。
2003年2月17日，芝加哥發生E2夜總會踩踏事件，當時曾先發生辣椒噴霧事件，後導致21人在這起事件中喪生。三天後，位於西華威的羅德島車站夜總會發生大火，帶走100條性命，並另有超過兩百人受傷；這場大火的起因是大白鯊合唱團在表演時，發射的煙火點燃了易燃的隔音材料。這兩起事件都引起了人們對於處罰違反建築、火災和安全法規行為的關注，以防止未來再度發生悲劇。2003年6月，一場倒塌事件帶走十三條人命，並造成57人重傷，再次顯現美國有著嚴重的違反建築法規問題。
2007年8月1日，明尼亞波利斯的I-35W密西西比河大橋崩塌墜入密西西比河，造成13人死亡、超過50人受傷。當時橋梁正在興建，而這起事件也引起美國民眾對老舊基礎設施的檢修改善的注意。

## 能源議題

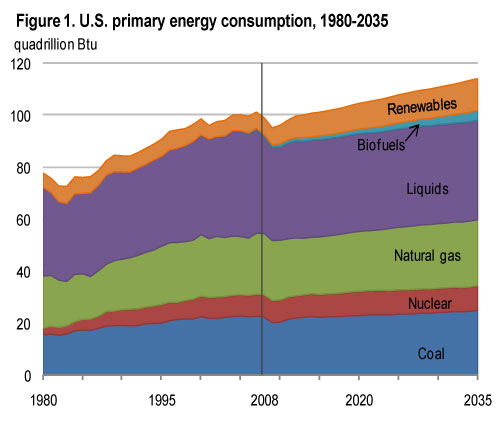
1980年至2008年間美國能源消耗量，以及後續至2035年的預估值

1970年代後，美國對石油的需求持續攀升，加上國內油田逐漸枯竭，因此開始自外進口石油。綜觀1990年代，國際原油價格都在10美元至40美元間波動，美國國內實際油價則不超過1.4美元。2002年後油價三番跳，甚至在2008年7月來到147美元，相當於一加侖約4美元；然而油價還持續大幅波動。「能源獨立」議題讓立法機關制定對要求更省油的汽車（甚至是電動汽車），範圍包括絕緣材料及新燈泡。比高油價更糟的是對能源短缺的恐慌：因此2000年代後各界提出並探討許多替代能源的提案與先驅專案（包括生質酒精、風力發電、太陽能等），甚至連議會也提供資助。2009年初歐巴馬總統簽署《刺激經濟法案》，投入數十億美元在研究與發展新能源上。
雖然公眾的目光投向中東能源，但主要的供應卻是來自加拿大。2007年後，北達科他州和蒙大拿州投入新開採法，在巴肯頁岩開闢全新的大量油田。阿帕拉契有座19世紀就探知到的油田，該油田位於馬塞勒斯頁岩中，可能蘊藏著價值高達兩萬億美元的天然氣，其範圍從西維吉尼亞州穿過賓夕法尼亞州一直延伸到紐約州西部。然而，兩方人馬正針對環境對該地區淡水供應的影響，進行激烈辯論。 在北極國家野生動物保護區內進行鑽探極具爭議，共和黨人在國會中對此的提案也遭民主黨人否決。共和黨人後來在2008年的競選活動上提出更多的外海鑽探構想，其中還包括口號「鑽下去吧寶貝，鑽下去」，但所有外海鑽探在2010年的墨西哥灣漏油事故後都已停擺。

## 政治

### 柯林頓政府

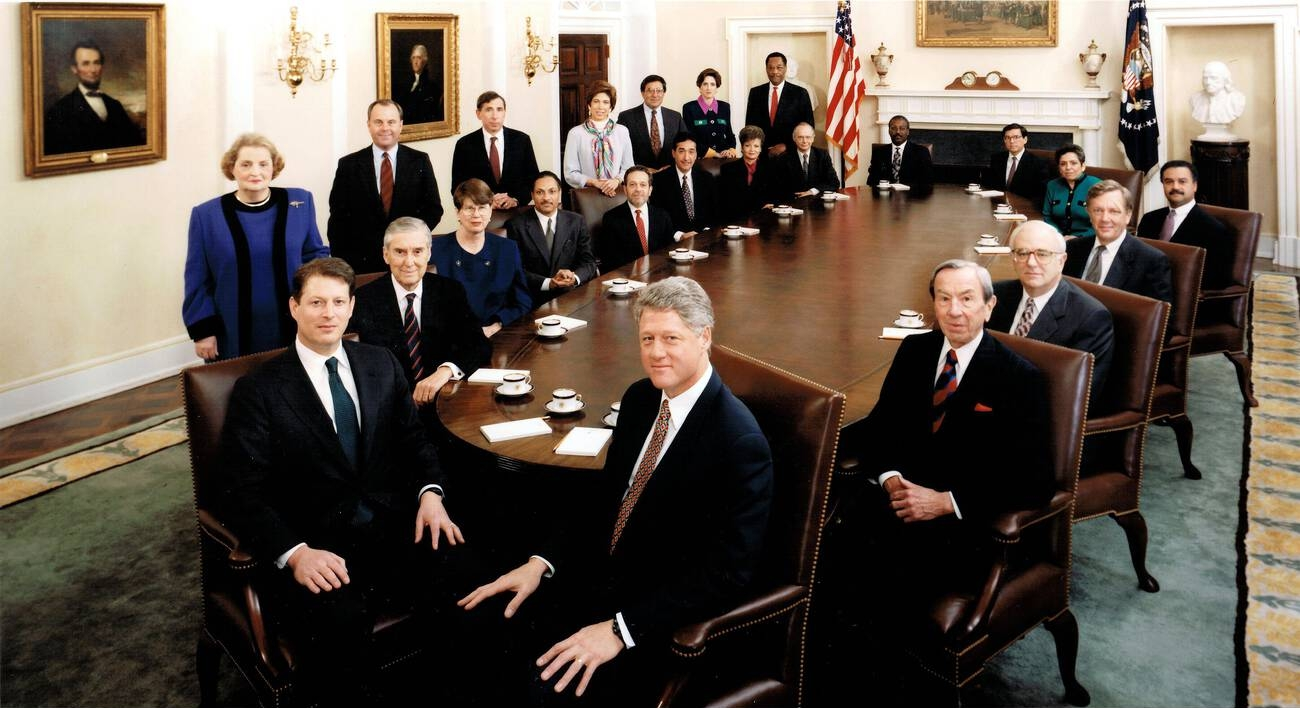
柯林頓第一次內閣（1993年）

取得波斯灣戰爭勝利後，老布希總統獲得了極高的民眾支持率。然而經濟衰退和背棄競選時的承諾讓老布希聲望逐步下滑，支持度從原先的八成多降至三成至四成。老布希發生種種政治議題後，比爾·柯林頓以4成3的得票率在1992年大選的三方競爭中擊敗得票僅3成8的老布希。當時獨立候選人羅斯·佩羅利用群眾對兩大黨的不滿，從兩黨各取均分選票，拿下19%的普選票，但未能拿下任何選舉人票。佩羅的選舉結果讓其所屬的改革黨有資格在1996年總統大選中獲得聯邦選舉委員會匹配的競選捐款，從而為當年大選期間的另一場三方競選奠定了基礎。
1993年1月，年僅46歲的柯林頓就任，成為美國史上最年輕的總統之一，也是首位二戰後出生的總統。史學家與政治分析家立即視他為美國政治的「世代轉移（generational shift）」，就像當年約翰甘迺迪成為史上首位於20世紀出生的美國總統一樣。他承諾將著重並處理美國國內許多議題，因此柯林頓的就任背負極高期待。然而他的主要提名人因未繳稅款問題而被迫撤回提名時，其聲望便遭逢受挫。柯林頓的醫務總監喬瑟林·埃德斯就因「父母若能教孩子自慰是件好事」的言論引起公眾爭議。同時柯林頓提議允許同性戀服役於軍隊中，導致其計劃中大部分活動都被此議題的激烈辯論所淹沒。另外，柯林頓總統因被描繪成越戰逃兵，很難在美軍體系獲得尊重。如此一來出台的便是「不問，不說」這項妥協政策，並在其他領域轉趨被動。
柯林頓總統任內前期，有項國內成功的政策，就是1994年《聯邦襲擊武器禁令》的制定。這項禁令遭到共和黨人廣泛地譴責，他們更於2004年同時掌握總統大位及國會時將其失效。比爾·柯林頓的全國醫療衛生提案在其妻希拉蕊·柯林頓的支持下，在右派間激起一場政治風暴，後者認為政府的規模應當縮小而非擴大從而強烈反對，最終該提案未能撐過辯論。但是，希拉蕊還是成功與兩黨國會議員聯盟一同建立了《兒童醫療保險計劃》。

### 共和黨多數議會

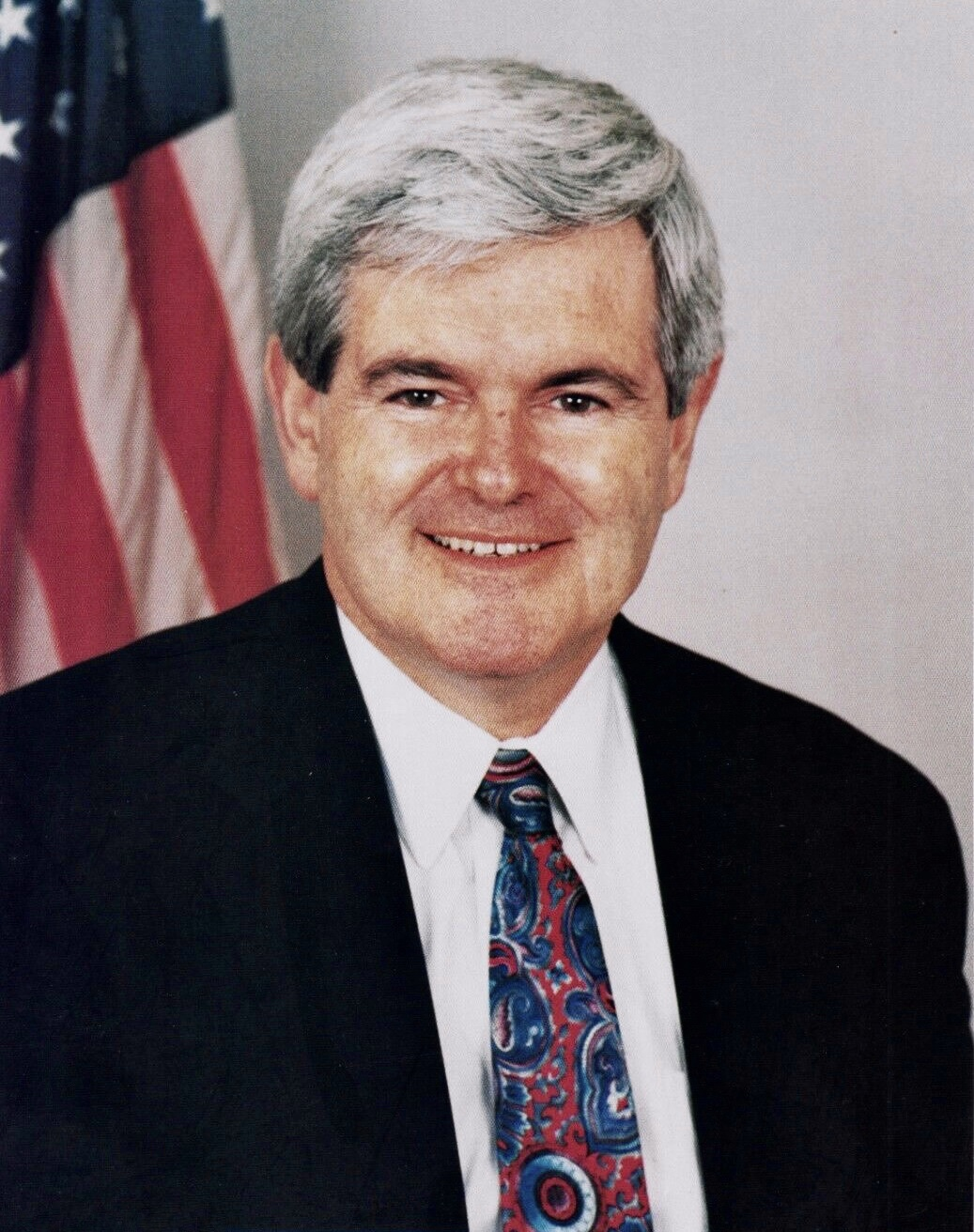
紐特·金瑞契，1995年至1999年的美國眾議院院長

羅斯福新政、偉大社會及水門案等政策事件幫助民主黨鞏固國會控制權，但1980年代及1990年代初他們的聯盟卻處於分裂，民主黨當時在位者在民眾間的受歡迎度，掩蓋了逐漸失去對國會的掌握能力。柯林頓任期的前兩年所推出極度自由政策也是導致爭議的來源，使得民主黨在1994年中期選舉時同時失去對眾議院及參議院的掌控，這屬過去四十多年來首見。共和黨的眾議員們在紐特·金瑞契帶領下重新掌權，並於1994年9月27日的國會台階上，公佈了他們「與美國的契約」，但做為40年的少數黨後，他們面臨著學習執政的困難，同時也追求達成他們「與美國的契約」。
柯林頓在傳統民主黨人及自由派的大力支持下，獲得黨內溫和派的支持，後者欣賞其中間派「新民主黨」政策，這些政策甩開新政及偉大社會中對政府權力擴張的論述，讓柯林頓能「三角測量」之法帶走共和黨所提出之諸多首要問題。這種妥協法中的案例之一，便是1996年簽署的《福利改革法案》。這項法案要求領取福利者應當以工作為條件，且每個領取者享有福利的時間也應有期限，但同時也允許各州保有兩成無時限的案件。柯林頓還希望推行嚴厲的聯邦打擊犯罪措施，將更多的聯邦資金用於毒品戰爭，並呼籲僱用十萬名新警察。然而，各方因未能就預算達成一致而難以妥協，導致美國聯邦政府於1995年底至1996年初間停擺。到了柯林頓第一任結束前，聯邦政府經歷了史上最久的經濟成長，並獲得預算盈餘。美國聯邦政府獲得盈餘的首年，亦是自1969年首度不必再從社會保障信託基金借錢的一年。
1996年總統大選，現任總統柯林頓要面對的是堪薩斯州共和黨參議員鮑勃·杜爾。杜爾作為乏善可陳的內部人士，未能成功吸引共和黨核心人員的支持，讓柯林頓成功於11月的選舉中勝出。羅斯·佩羅於本屆再度參選，但未被允許參加柯林頓與杜爾的辯論，也未能和1992年那樣吸引到大量的支持。由於這時期的選民冷漠且普遍憤世嫉俗，導致該屆選舉投票率僅四成九。
1992、1996年這兩屆的選民都選擇忽視柯林頓長期存在的婚外情誹聞，認為這事無關緊要。然而在1998年2月的柯林頓-陸文斯基醜聞遭報導出來後，問題就浮現了。該報導指控柯林頓與白宮實習生莫妮卡·陸文斯基間持續保有性關係，起初柯林頓也極力否認這段關係，並說道「我沒有和那位『陸文斯基小姐』發生性關係（I did not have sexual relations with that woman, Miss Lewinsky）」。其妻希拉蕊也將這項指控描述為「廣大右翼陰謀論者」的欺騙誹謗。1998年8月，獨立律師肯尼斯·斯塔爾對此事進行調查後，柯林頓被迫撤回了先前的主張。美國眾議院後來表決通過彈劾柯林頓，但參議院的表決並未通過。這樣的結果導致共和黨在1998年中期選舉中戰果不佳，公眾對此的批評更讓時任眾議院院長金瑞契辭職。1999年，共和黨議員丹尼斯·哈斯特爾特成為新任眾議院院長，並擔任該職位置2007年，是共和黨中擔任議長最久的人。

### 小布希政府

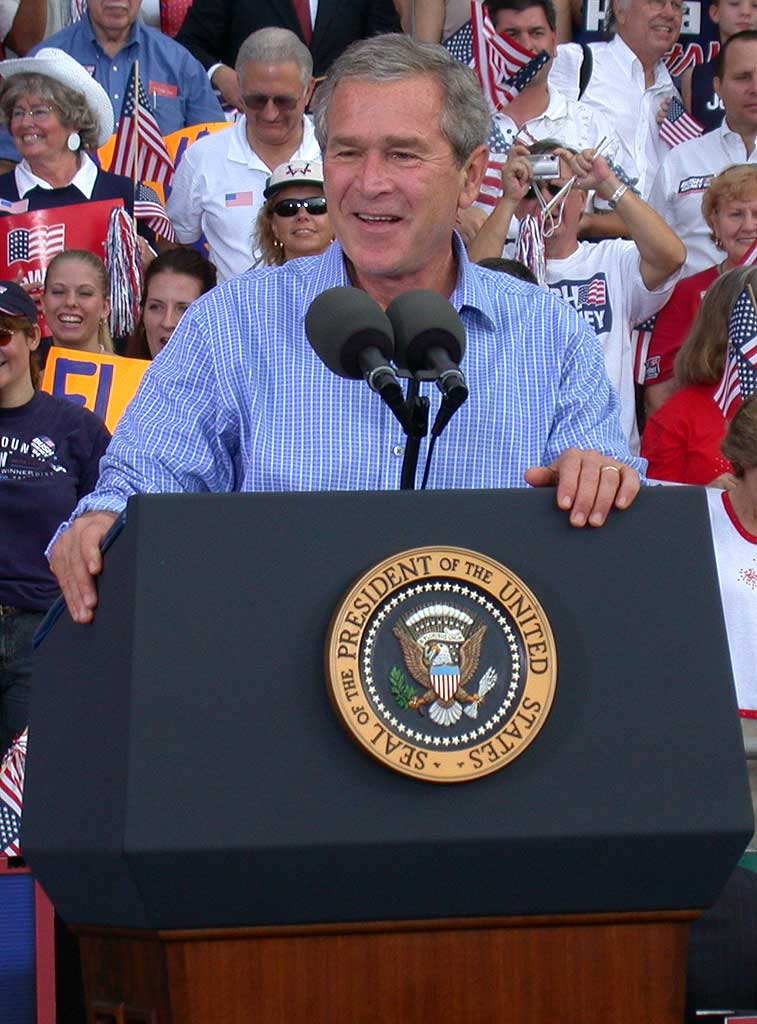
小布希在2004年的競選集會上發表演說

儘管2000年美國總統大選一直是激烈的爭議焦點，還導致美國最高法院在《布希訴高爾案》中做出裁決，並以5比4的票數支持佛羅里達州的官方選票結果，時任德州州長小布希還是於2001年1月20日宣誓就任總統。這樣的結果使得2000年的選舉成為美國史上第三次，出現普選票較少者卻能贏得選舉人票的情形。小布希就任初期為了振興經濟，簽署了1.3兆美元的聯邦減稅法案，但在中東發動的戰爭及共和黨控制下國會所通過的國內支出計畫，都讓聯邦政府的赤字不斷膨脹。小布希第一任中施行的法案還有2002年的《有教無類法案》、2003年的《部分生育墮胎禁令》及2004年的《醫療保險處方藥，改良和現代化法案》。小布希任期的前八個月相對平穩，然而自1990年代後期以來的繁榮已很明顯結束了。2001年，美國經歷了九個月的經濟衰退，產出僅提升0.3%，而失業率及企業倒閉卻在攀升，見證了繁榮心理與表現的終結。
2001年9月11日，蓋達組織的恐佈分子脅持四架民航客機，並自製造九一一事件恐攻世界貿易中心及五角大廈，造成三千多人死亡，及超過六千多人受傷。奧薩瑪·賓·拉登隨後宣稱為此事負責。小布希總統下令該週所有航班禁飛，並宣布美國領空進行封鎖。美國政府迅速通過緊急救援政策給航空業，而股市則在次週重新開市後大跌。布希政府與國會一同通過了爭議的《愛國者法案》作為恐攻的回應，旨在增進國土安全，並建立國土安全部，將聯邦政府中許多負責調查、情報和應急管理的機構大規模合併。新的恐怖份子金融追蹤計畫追蹤恐怖份子們的金援活動，但遭《紐約時報》批露後終止。美國政府也透過NSA電子監視計畫，去研究已知和疑似恐怖分子的電信使用情況。2001年10月7日，美國入侵阿富汗成為全球反恐戰爭的一環，目標掃平蓋達、塔利班及其他恐怖組織。
2002年終，小布希總統宣稱伊拉克擁有化武與核武，對中東的穩定構成「明顯而存在的危險」。全面入侵伊拉克的計畫，在廣泛的爭議中開始。反戰示威在美國及許多國家中發生，多數是由左派分子發起，但也有部分右翼與知識分子對這種冒險智慧感到懷疑。但不論如何，美國還是於2003年3月20日正式入侵伊拉克。伊拉克軍在未有多少抵抗下瓦解，美軍更於三周內攻入巴格達，喜出望外的伊拉克人推倒了市中心的巨型海珊雕像。2003年5月1日，小布希在一架航空母艦上宣布伊拉克主要戰鬥結束，演說背景還有「任務完成」的橫幅。雖然這場戰爭剛開始在當地很受歡迎，但一場游擊動亂隨後便開始，多數都是由進入該國的蓋達特工所致。在阿布·穆薩布·扎卡維的領導下發生了一連串爆炸和俘虜斬首事件，其中包括廣為宣傳的政府承包商尼克·貝爾格遇害事件。後來美軍於2005年炸死扎卡維。無效的警戒策略讓士兵們的死亡數不斷攀升，但美軍最終於2007年發起「激增（The Surge）」行動，展開大規模反恐攻勢。在對基地特工（很多都是外國人）破壞不滿的當地伊拉克人協助下，激增行動結束了該國多數區域的暴力動盪。2003年末，美軍俘獲海珊，隨後在伊拉克人面前進行審判，並於2006年處以絞刑。
與此同時，美國經濟從2000年代初期的衰退中復甦，2003年中的經濟成長率爬升至7%，這波成長更持續到整個2000年代中期。2003年是失業率高點來到6%，隨後於2004-2005年間滑落，到了2006及2007年時已低於5%。
2004年11月的總統大選中，小布希總統在選舉人票數上擊敗民主黨參議員約翰·凱瑞，並在取得50.7%的普選票，贏過約翰·凱瑞的48.3%。共和黨在國會兩院同樣有所斬獲。小布希的連任可說是歸功於公眾對反恐戰爭的支持、因陰沉特色無法吸引核心支持者的凱瑞參議員、以及左派對小布希總統的過度攻擊，這些都幫助公眾輿論轉向對小布希有利。此外，凱瑞作為越戰老兵，被發現在1970年返回家鄉後參與反戰示威，期間還將他的獎章丟棄。
小布希第二任總統的施政重點包括《2005年能源政策法案》、《安全、負責、靈活、高效的交通公平法案》以及《問題資產救助計劃》。布希第一任期間的支持度都相當高，但第二任期間因處理曠日廢時的伊拉克戰爭、颶風卡翠娜及2007年－2008年環球金融危機等，使他的聲望驟降至歷史低點。2009年1月20日，小布希總統卸任，由民主黨伊利諾州參議員巴拉克·歐巴馬繼任。

### 民主黨多數議會
民主黨在2006年中期選舉中獲得壓倒性勝利，諸多女性與少數民族的成員當選議員，而該黨眾議員南西·裴洛西也成為美國史上第一位女性眾議院院長。民主黨贏得選舉後，制定了一項關於在國會掌權後的《100小時政策提案計劃》，主要內容包括減少赤字的現收現付計劃；制定美國國家恐怖襲擊事件委員會的建議；將聯邦最低工資提高到每小時7.25美元；允許政府直接與製藥公司談判，以確保為醫療保險患者提供更低的藥品價格；以及終止對大型石油公司的巨額稅收補貼，以幫助促進能源獨立。
第110界美國國會除通過一項不具約束力的反對小布希政府增兵決議外，幾乎沒有對伊拉克戰爭產生什麼影響。此外，眾議院通過一千兩百四十億的戰爭資金緊急支出措施，並規定了分階段的撤軍。小布希總統以如此會縮減兵力為由否決了該法案，這係其任期內第二次否決。
2007年5月至6月間，泰德·甘迺迪和其他參議員共同發起了《2007年綜合移民改革法案》，該法案旨在實現大赦和公民身份的意圖下，所進行的移民改革。6月28日，參議院以53比45結果認為應提早辯論終結，結束了2007年移民法案的討論。

## 註腳
1. ↑  Greenspan, Alan.  (演讲). 1996-12-05  [2021-12-10]. （原始内容存档于2020-01-04）.
2. ↑  "Study: Immigration grows, reaching record numbers （页面存档备份，存于）". USATODAY.com. December 12, 2005.
3. ↑  "Immigration surge called 'highest ever' 的存檔，存档日期2013-05-02.". Washington Times. December 12, 2005.
4. ↑  Dillon, Nancy. . New York Daily News. 2000-03-10. （原始内容存档于2011-10-28）.
5. ↑  Ireland, R. Duane; Hoskisson, Robert E.; Hitt, Michael A. . Cengage Learning. 2008: 3–4  [2021-12-10]. ISBN 978-0324578997. （原始内容存档于2022-04-17）.
6. 1 2  ftp://ftp.bls.gov/pub/special.requests/lf/aat1.txt%5B%5D
7. ↑  . bbc.co.uk. 2013-06-27  [2021-12-10]. （原始内容存档于2018-12-25）.
8. ↑  George Washington University. . gwu.edu. 2001-01-17  [2021-12-10]. （原始内容存档于2015-03-21）.
9. ↑  . American University.   [2013-06-28]. （原始内容存档于2013-10-29）.
10. ↑  Ann Reilly Dowd; Ratan, Suneel. . money.cnn.com. 1991-02-11  [2021-12-10]. （原始内容存档于2020-01-04）.
11. ↑  American Experience. . pbs.org.   [2021-12-10]. （原始内容存档于2017-03-10）.
12. ↑  . usatoday.com. 1996-09-03  [2021-12-10]. （原始内容存档于2020-01-04）.
13. ↑  Schmidt, Eric. . nytimes.com. 1991-09-15  [2021-12-10]. （原始内容存档于2020-01-04）.
14. ↑  Frontline. . pbs.org. 1995  [2021-12-10]. （原始内容存档于2020-01-04）.
15. ↑  Lofland, Valarie J.  (PDF). United States Air Force Air University. 2002  [2021-12-10]. （原始内容 (PDF)存档于2019-07-14）.
16. ↑  . United Nations. 1997-03-21  [2021-12-10]. （原始内容存档于1999-11-12）.
17. ↑  . Frontline. pbs.org. 1995  [2021-12-10]. （原始内容存档于2022-04-20）.
18. ↑  Shirley Anne Warshaw, The Clinton years (2004) p. 17
19. ↑  Peceny, Mark; Sanchez-Terry, Shannon. . University of New Brunswick. 1998  [2021-12-10]. （原始内容存档于2014-12-17）.
20. ↑  . BBC News. 2013-06-28  [2021-12-10]. （原始内容存档于2021-08-15）.
21. ↑  . University of Washington. Spring 1999  [2013-06-28]. （原始内容存档于2013-10-29）.
22. ↑  Derek H. Chollet, The Road to the Dayton Accords: A Study of American Statecraft (2005) p. 191
23. ↑  . New York Times. 1998  [2021-12-10]. （原始内容存档于2013-06-14）.
24. ↑  Katzman, Kenneth.  (PDF). United States Air Force Air University. 2000-06-27  [2021-12-10]. （原始内容 (PDF)存档于2019-04-12）.
25. ↑  . Yale University Law School. 2008  [2021-12-10]. （原始内容存档于2013-06-01）.
26. ↑  . CNN. 1995-11-04  [2021-12-10]. （原始内容存档于2021-12-10）.
27. ↑  . BBC News. 2007-11-26  [2021-12-10]. （原始内容存档于2012-04-13）.
28. ↑  Bernstein, Richard. . nytimes.com. 1994-05-25  [2021-12-10]. （原始内容存档于2021-12-10）.
29. ↑  . cnn.com. 1998-01-08  [2021-12-10]. （原始内容存档于2020-09-26）.
30. ↑  Kempster, Norman. . latimes.com. 1996-06-26  [2021-12-10]. （原始内容存档于2013-10-23）.
31. ↑  History Channel. . history.com. 1998-08-07  [2018-12-27]. （原始内容存档于2013-08-23）.
32. ↑  Bennett, James. . nytimes.com. 1998-08-21  [2021-12-10]. （原始内容存档于2017-05-19）.
33. ↑  John Callaway, "Learning the Hard Way," Naval War College Review, Winter 2009, Vol. 62 Issue 1, pp 107–122 covers the 1983 Beirut, Lebanon bombings, the 1996 Khobar Towers bombing in Saudi Arabia, and the 2000 attack on the USS Cole.
34. ↑  9/11 Commission.  (PDF). 9-11commission.gov. 2004-07-22  [2021-12-10]. （原始内容 (PDF)存档于2016-10-19）.
35. ↑  History Channel. . history.com.   [2021-12-10]. （原始内容存档于2018-03-02）.
36. ↑  National Transportation Safety Board.  (PDF). ntsb.gov. 2002-01-21  [2021-12-10]. （原始内容 (PDF)存档于2012-10-10）.
37. ↑  Quinn, Ryan W.; Worline, Monica C.  (PDF). virginia.edu. University of Virginia. August 2008. （原始内容 (PDF)存档于2013-10-29）.
38. ↑   (PDF). National Park Service.   [2021-12-10]. （原始内容 (PDF)存档于2013-10-29）.
39. ↑  . archives.cnn.com. 2001-09-12. （原始内容存档于2006-05-12）.
40. ↑  United States Department of State.  (PDF). state.gov.   [2021-12-10]. （原始内容 (PDF)存档于2021-11-04）.
41. ↑  United States Government Printing Office.  (PDF). gpo.gov. 2001-09-18  [2021-12-10]. （原始内容 (PDF)存档于2018-12-07）.
42. ↑  Golden, Elzie R. . army.mil. United States Army. 2006-03-17  [2021-12-10]. （原始内容存档于2015-06-23）.
43. ↑  . washingtonpost.com. 2001-10-07  [2021-12-10]. （原始内容存档于2022-04-07）.
44. ↑  PBS NewsHour. . pbs.org. 2004-10-25  [2021-12-10]. （原始内容存档于2013-10-29）.
45. ↑  Gellman, Barton; Linzer, Dafna. . Washington Post. 2004-10-22  [2021-12-10]. （原始内容存档于2021-09-15）.
46. ↑  . cnn.com. 2003-05-01  [2021-12-10]. （原始内容存档于2008-05-11）.
47. ↑  Ghafour, Hamida. . Chicago Tribune. 2004-01-05  [2021-12-10]. （原始内容存档于2013-10-29）.
48. ↑  Gall, Carlotta. . New York Times. 2004-11-04  [2021-12-10]. （原始内容存档于2015-01-19）.
49. ↑  United States Department of State.  (PDF). state.gov. 2005-04-08  [2021-12-10]. （原始内容 (PDF)存档于2019-01-14）.
50. ↑  Fairfield, Hannah; Quealy, Kevin. . New York Times. 2009-10-01  [2021-12-10]. （原始内容存档于2018-02-25）.
51. ↑  . BBC News. 2013-06-29  [2021-12-10]. （原始内容存档于2018-12-20）.
52. ↑  . International Herald Tribune. 2006-10-05  [2021-12-10]. （原始内容存档于2021-12-10）.
53. ↑  . Council on Foreign Relations. （原始内容存档于2015-03-02）.
54. ↑  Soraya Sarhaddi Nelson. . npr.org. 2008-08-27  [2021-12-10]. （原始内容存档于2021-12-10）.
55. ↑  Smale, Alison. . New York Times. 2008-09-14  [2021-12-10]. （原始内容存档于2021-12-10）.
56. ↑  United Nations. . un.org. 2009-02-17  [2021-12-10]. （原始内容存档于2017-03-22）.
57. ↑  Bush, George W. . Office of the Press Secretary. 2002-01-29. （原始内容存档于2009-05-02）.
58. ↑  . Office of the Press Secretary. 2002-10-02  [2021-12-10]. （原始内容存档于2011-07-09）.
59. ↑  . Pew Research Center. 2002-04-29. （原始内容存档于2004-04-09）.
60. ↑  North Carolina Wesleyan College. . faculty.ncwc.edu. 2005-07-18. （原始内容存档于2006-08-31）.
61. ↑  Bjelopera, Jerome P.  (PDF). fas.org. Federation of American Scientists. 2013-01-17  [2021-12-10]. （原始内容 (PDF)存档于2021-08-05）.
62. ↑  Federal Bureau of Investigation. . fbi.gov. 2008-04-24  [2021-12-10]. （原始内容存档于2016-05-29）.
63. ↑  . Washington Post. 1998-05-05  [2021-12-10]. （原始内容存档于2022-01-28）.
64. ↑  . bbc.co.uk. 2000-04-19  [2021-12-10]. （原始内容存档于2021-12-10）.
65. ↑  North Atlantic Treaty Organization. . nato.int.[]
66. ↑  Lou Michel and Dan Herbeck, American Terrorist: Timothy McVeigh and the Oklahoma City Bombing (2001)
67. ↑  New York Times. . nytimes.com. 2012-04-19  [2021-12-10]. （原始内容存档于2021-08-05）.
68. ↑  Federal Bureau of Investigation. . fbi.gov. （原始内容存档于2016-04-20）.
69. ↑  . Indianapolis Star. 2004-08-09. （原始内容存档于2013-05-22）.
70. ↑  Rosenfeld, Steve. . salon.com. 2013-04-17  [2021-12-10]. （原始内容存档于2021-12-10）.
71. ↑  Rahimi, Shadi. . nytimes.com. 2005-07-18  [2021-12-10]. （原始内容存档于2015-05-03）.
72. ↑  Schuster, Henry. . cnn.com. 2003-05-31  [2021-12-10]. （原始内容存档于2022-03-13）.
73. ↑  Webber, Harry R. . washingtonpost.com. Associated Press. 2005-08-23  [2021-12-10]. （原始内容存档于2022-01-02）.
74. ↑  Wm. Robert Johnston.  (PDF). Centers for Disease Control. 2005-03-17  [2017-09-09]. （原始内容 (PDF)存档于2016-03-10）.
75. ↑  Warrick, Joby. . washingtonpost.com. 2010-02-20  [2021-12-10]. （原始内容存档于2012-11-10）.
76. ↑  FBI. . FBI.   [2015-02-19]. （原始内容存档于2016-06-10）.
77. ↑  James Gordon Meek. . New York: nydailynews.com. 2008-08-02  [2021-12-10]. （原始内容存档于2022-04-16）.
78. ↑  United States Department of Justice.  (PDF). justice.gov. 2010-02-19. （原始内容 (PDF)存档于2010-11-28）.
79. ↑  Jennifer Hardison Walters, M.S.W., Andrew Moore, M.Stat., and Marcus Berzofsky, P.H., Lynn Langton.  (PDF). bjs.gov. United States Department of Justice Bureau of Justice Statistics. June 2013  [2021-12-10]. （原始内容 (PDF)存档于2021-05-18）.
80. ↑  Planty, Michael; Truman, Jennifer L.  (PDF). bjs.gov. United States Department of Justice Bureau of Justice Statistics. May 2013  [2021-12-10]. （原始内容 (PDF)存档于2021-05-18）.
81. ↑  Michael Planty, and Lynn Langton, Christopher Krebs, Marcus Berzofsky, P.H., Hope Smiley-McDonald.  (PDF). bjs.gov. United States Department of Justice Bureau of Justice Statistics. March 2013  [2021-12-10]. （原始内容 (PDF)存档于2021-05-20）.
82. ↑  . Crime in the United States 2009. FBI.   [2021-12-10]. （原始内容存档于2022-03-21）.
83. ↑  . Our World in Data.   [2021-12-10]. （原始内容存档于2021-12-10）.
84. ↑   (PDF). Brennan Center for Justice. Feb 2015  [2021-12-10]. （原始内容 (PDF)存档于2022-03-04）.
85. ↑  Farrell, Graham; Tilley, Fraham; Tseloni, Andromachi.  (PDF). Crime and Justice. October 2014, 43 (1): 421–490  [2020-12-22]. doi:10.1086/678081. （原始内容 (PDF)存档于2022-05-01）.
86. ↑  Taylor, Mark Patrick; Forbes, Miriam K.; Opeskin, Brian; Parr, Nick; Lanphear, Bruce P. . Environmental Health. 2016, 15 (23)  [2021-12-10]. doi:10.1186/s12940-016-0122-3 . （原始内容存档于2021-12-10）.
87. ↑  Greenwood, Max. . The Hill. 2020-10-15  [2020-12-22]. （原始内容存档于2022-06-20）.
88. ↑  Loffreda, Beth. . cup.columbia.edu. Columbia University Press.   [2021-12-10]. （原始内容存档于2013-11-04）.
89. ↑  . cnn.com. 2009-10-29  [2021-12-10]. （原始内容存档于2022-03-20）.
90. ↑  . The Inquisitr. 2012-12-16  [2021-12-10]. （原始内容存档于2021-12-10）.
91. ↑  Federal Bureau of Investigation. . fbi.gov. 2007-10-27  [2021-12-10]. （原始内容存档于2016-05-27）.
92. ↑  Mathews, Christopher M. . umd.edu. Capital News Service University of Maryland. 2009-11-09  [2021-12-10]. （原始内容存档于2010-06-06）.
93. ↑  Angie Cannon, 23 Days of Terror: The Compelling True Story of the Hunt and Capture of the Beltway Snipers (2003)[页码请求]
94. ↑  University of Southern California. . usc.edu. 2013-06-27. （原始内容存档于2012-05-31）.
95. ↑  Medina, Jennifer. . nytimes.com. 2012-04-24  [2021-12-10]. （原始内容存档于2021-12-10）.
96. ↑  . bbc.co.uk. 1992-04-29  [2021-12-10]. （原始内容存档于2022-06-08）.
97. ↑  Patrick Range McDonald. . LA Weekly.   [2021-12-10]. （原始内容存档于2013-07-06）.
98. ↑  Karen Grigsby Bates. . npr.org. 2012-04-27  [2021-12-10]. （原始内容存档于2021-05-17）.
99. ↑  Nancy Abelmann and John Lie, Blue dreams: Korean Americans and the Los Angeles riots (1997)[页码请求]
100. ↑  . indystar.com. 2003-02-02. （原始内容存档于2003-02-25）.
101. ↑  Howell, Elizabeth. . space.com.   [2021-12-10]. （原始内容存档于2016-09-25）.
102. ↑  Flock, Jeff. . cnn.com. 2003-02-25  [2021-12-10]. （原始内容存档于2022-07-10）.
103. ↑  Klepper, David. . ap.org. Associated Press. 2013-02-20  [2021-12-10]. （原始内容存档于2014-11-11）.
104. ↑  . U.S. Energy Information Administration. 2010-05-11. （原始内容存档于2011-05-09）.
105. ↑  Morgan Downey, Oil 101 (2009)
106. ↑  John D. Graham, Bush on the Home Front: Domestic Policy Triumphs and Setbacks (Indiana UP, 2010), pp. 115–93
107. ↑  Timothy J. Considine, "The Economic Impacts of the Marcellus Shale: Implications for New York, Pennsylvania, and West Virginia," (2010) online （页面存档备份，存于）
108. ↑  Graham, Bush on the Home Front p. 125
109. ↑  University of Connecticut Roper Center for Public Opinion Research. . uconn.edu.   [2009-02-28]. （原始内容存档于2009-02-28）.
110. ↑  Holmes, Steven A. . The New York Times. 1992-11-05  [2010-05-04]. （原始内容存档于2008-10-14）.
111. ↑  National Archives and Records Administration. . archives.gov.   [2021-12-10]. （原始内容存档于2008-12-18）.
112. ↑  Richard A. Schwartz, The 1990s (2006) p 155
113. ↑  National Archives and Records Administration. . nara.gov. 2000-02-11  [2019-01-28]. （原始内容存档于2016-11-30）.
114. ↑  Lawrence, Jill. . USA Today. 2004-09-12  [2021-12-10]. （原始内容存档于2012-07-25）.
115. 1 2  . Biography.com. 2008  [2008-06-20]. （原始内容存档于2009-10-04）.
116. ↑  Clinton, Bill. . The White House, Office of the Press Secretary. 1998-01-28  [2009-10-17]. （原始内容存档于2011-09-27）.
117. ↑  Clinton, Hillary (January 27, 1998). The Today Show. NBC. Interview with Matt Lauer.
118. ↑  Baker, Peter; Dewar, Helen. . Washington Post. 1999-02-13  [2021-12-10]. （原始内容存档于2013-11-10）.
119. ↑  . Fox News. 2006-06-27  [2008-08-21]. （原始内容存档于2008-04-24）.
120. ↑  . CNN. 2001-10-07. （原始内容存档于2007-03-08）.
121. ↑  . Gallup Poll. 2008-04-11  [2009-01-20]. （原始内容存档于2009-07-02）.
122. ↑  . CBS News. 2009-01-16  [2021-12-10]. （原始内容存档于2013-11-03）.
123. ↑  Michael Barone, and Richard E. Cohen, The Almanac of American Politics 2010 (2009)[页码请求]
124. ↑  .   [2021-12-10]. （原始内容存档于2022-06-08）.
125. ↑  Immigration Bill Fails to Survive Senate Vote （页面存档备份，存于）, by The New York Times, 2007/06/28

## 延伸閱讀
- Abramson, Paul R., John H. Aldrich, and David W. Rohde. Change and Continuity in the 2004 and 2006 Elections (2007), 324pp
- Barone, Michael. The Almanac of American Politics (1992 and every 2 years to 2012), highly detailed coverage of electoral politics and Congress.
- Berman, William C. From the Center to the Edge: The Politics and Policies of the Clinton Presidency (2001) 160pp
- Edwards III, George C. and Desmond King, eds. The Polarized Presidency of George W. Bush (2007), 478pp; essays by scholars
- Hyland, William G. Clinton's World: Remaking American Foreign Policy (1999)
- Levy, Peter. Encyclopedia of the Clinton Presidency (2002), 400pp; 230 articles, focus on politics
- Congressional Quarterly. Congress and the Nation 1993–1997: A Review of Government and Politics: 103rd and 104th Congresses (1998); Congress and the Nation 1997–2001: A Review of Government and Politics: 105th and 106th Congresses (2002). Congress and the Nation 2001–2005: A Review of Government and Politics: 107th and 108th Congresses (2007); Congress and the National XII 2005–2008 (2010). Highly detailed nonpartisan coverage (1200 pp each) of all national political issues, including domestic & foreign affairs
- Gillon, Steve. The pact: Bill Clinton, Newt Gingrich, and the rivalry that defined a generation (2008) 342 pages
- Johnson, Haynes. The best of times: America in the Clinton years (Houghton Mifflin, 2001) Detailed survey by prominent liberal journalist
- Patterson, James T. Restless Giant: The United States from Watergate to Bush vs. Gore (2005), Oxford History of the United States
- Skocpol, Theda, and Lawrence R. Jacobs. "Accomplished and Embattled: Understanding Obama's Presidency," Political Science Quarterly (Spring 2012) 127#1 pp. 1–24 online
- Stiglitz, Joseph E. The Roaring Nineties: A New History of the World's Most Prosperous Decade (2004) economic history
- Warshaw, Shirley Anne. The Clinton Years (Infobase Publishing, 2009) 524pp; detailed political encyclopedia by prominent scholar
- Zelizer, Julian E., ed. The Presidency of George W. Bush: A First Historical Assessment (Princeton University Press; 2010) 386 pages

### 第一手來源
- Bush, George W. Decision Points (2010)
- Clinton, Bill. My Life (2004).
- Greenspan, Alan. The Age of Turbulence: Adventures in a New World (2007), memoir by head of Federal Reserve

## 外部連結
- U.S. Response to End of USSR from the Dean Peter Krogh Foreign Affairs Digital Archives （页面存档备份，存于）
- Challenges facing the US in the 90s from the Dean Peter Krogh Foreign Affairs Digital Archives （页面存档备份，存于）